# Verbesina pietatis
Verbesina pietatis là một loài thực vật có hoa trong họ Cúc. Loài này được McVaugh miêu tả khoa học đầu tiên năm 1982.